# Cappella della Madonna del Giglio
La cappella della Madonna del Giglio è sita ad Affile in provincia di Roma.

## Storia
La cappella della Madonna del Giglio è stata creata intorno ad una rappresentazione della Madonna, immagine cui gli abitanti di Affile si ripararono nel corso della fortissima scossa tellurica del 1759, secondo una leggenda paesana di Affile, il sisma cessò subito portentosamente, fatto che, da allora la Madonna del Giglio divenne co-patrona di Affile insieme a Santa Felicita.
Subito dopo (1762) i fedeli di Affile eressero la cappella in suo onore come grazia ricevuta per il miracolo.

## Descrizione
La facciata è in stile romanico in marmo con portone ligneo sormontato da un'inferriata a lunetta ed incorniciato da lesene.
Altre lesene a pilastri si trovano ai lati della facciata.
Sopra la facciata, nella tettoia, è una celletta campanaria.
All'interno, in stile barocco-romanico e ad un'unica navata, è il disegno della "Madonna del Giglio".
Il disegno a forma quasi di lunetta raffigura la Madonna con le mani giunte, in senso di preghiera verso Gesù Bambino dormiente disteso su di un letto con lenzuoli e cuscino bianchi a rappresentare la candidezza del Divino Bambino.